# Emilio Rodríguez Barros
Emilio Rodríguez Barros (Puenteareas, provincia de Pontevedra; 28 de noviembre de 1923 - 21 de febrero de 1984) fue un ciclista español, profesional durante los años 1940 y 1950. Perteneció a una familia de tradición ciclista en la que también fueron profesionales sus hermanos Delio, Manuel y Pastor. Acudió al Tour de Francia, aunque de las tres ediciones a las que acudió solo terminó en 1954, y lo hizo en una discreta 43.ª posición.
Su mayor éxito en su carrera deportiva lo logró al adjudicarse la Vuelta a España en 1950, además de cinco triunfos de etapa y la clasificación de la montaña, la cual ya ganó con anterioridad en las ediciones de 1946 y 1947.
También fue Campeón de España en ruta en el año 1954.

## Palmarés
1946
- Vuelta a Galicia
- Clasificación de la montaña de la Vuelta a España

1947
- Vuelta a Asturias
- Volta a Cataluña
- Vuelta a Galicia
- 1 etapa de la Vuelta a España, más clasificación de la montaña[1]
- 1 etapa de la Vuelta a Burgos

1948
- Volta a Cataluña , más una etapa
- Vuelta a Valencia
- Vencedor de una etapa del Gran Premio Marca

1950
- Vuelta a España , más 5 etapas y clasificación de la Montaña
- Campeonato de España de Montaña

1951
- 2.º de la clasificación general de la Vuelta a Castilla

1952
- 2.º en el Campeonato de España de Montaña

1954
- Campeonato de España en Ruta

1955
- Vuelta a Galicia

## Resultados en Grandes Vueltas
Durante su carrera deportiva ha conseguido los siguientes puestos en las Grandes Vueltas.
| Carrera         | 1945 | 1946 | 1947 | 1948 | 1949 | 1950 | 1951 | 1952 | 1953 | 1954 | 1955 | 1956 | 1957 | 1958 |
| --------------- | ---- | ---- | ---- | ---- | ---- | ---- | ---- | ---- | ---- | ---- | ---- | ---- | ---- | ---- |
| Giro de Italia  | X    | -    | -    | -    | -    | -    | -    | -    | -    | -    | -    | -    | -    | -    |
| Tour de Francia | X    | X    | -    | -    | Ab.  | -    | Ab.  | -    | -    | 43.º | -    | -    | -    | -    |
| Vuelta a España | -    | 8º   | 4º   | 2º   | X    | 1º   | X    | X    | X    | X    | 24.º | 11.º | 43.º | -    |